# Дмитрий Павлуцки
Дмитрий Иванович Павлуцки (на руски: Дмитрий Иванович Павлуцкий) е руски офицер, изследовател на Чукотка.

## Биография
Точната дата и година на раждането му не е известна. Вероятно е роден в Тоболск, Руска империя, в благородно семейство с беларуско-литовски корени.
През 1727 г., като капитан на драгунски полк с 400 казаци, е изпратен на Чукотка „за търсене на нови земи и привеждане в поданство на немирните чужденци“, под командването на полковник Афанасий Федотович Шестаков. След гибелта на Шестаков на 14 май 1730, Павлуцки става ръководител на експедицията и е произведен в чин майор.
През септември 1730 от Нижнеколимск се изкачва по река Голям Анюй и се спуска по Анадир до устието на река Белая и пристига в Анадирския острог (укрепено селище, зимовище), където зимува. От март до октомври 1731, с отряд от 435 души, извършва първи поход в Чукотка, с цел защита на приелите руско поданство коряки от чукчите. Изкачил се по Белая и по река Амгуема в началото на май се спуска до Чукотско море на 178º з.д. Оттам продължава на югоизток по брега и в началото на юни достига до нос Дежньов, където се провежда първото сражение с чукчите, като отрядът на Павлуцки им нанася сериозно поражение. Пресича Чукотския п-ов в югозападно направление до Анадирския залив (на 175º з.д.), като на 30 юни 1731 в ново сражение с чукчите им нанася отново поражение. В средата на юли в нова схватка с местните племена отново излиза победител. Продължава по брега на Анадирския залив на запад, заобикаля залива Кръст и на 21 октомври се завръща в Анадирския острог.
От 1733 до 1739 възглавява комисия, която разглежда обстоятелствата около въстанието на ителмените в Камчатка през 1731, приема мерки за разпространението на земеделието и скотовъдството сред коренното население и като начало подарява на ителмените първата двойка едър рогат добитък.
От 1739 до 1742 е войвода в Якутск, а след това със сенатски указ отново е изпратен на река Анадир за оказване помощ на коряките във война им с чукчите. През лятото на 1744 предприема нов военен поход в Чукотка с маршрут обратен на този от 1731. През 1746 извършва трети поход срещу непокорните чукчи. Изкачва се до изворите на река Анадир, пресича Илирнейския кряж (възвишение) и по река Чаун се спуска до Чаунския залив и проследява източното крайбрежие на залива до нос Шелагски.
Във всичките му три похода взема участие подпрапоршчик Тимофей Перевалов, който извършва първите, макар и неточни картирания на крайбрежието на Чукотския п-ов, бреговете на Чукотско и Източносибирско море на протежение над 1500 км. Той първи картира Мечигменския залив, Колючинския залив, няколко малки лагуни и Чаунския залив с остров Айон. На съставения от Перевалов чертеж е прокарана и река Анадир с няколко нейни леви притока, а също и множество къси реки от басейна на Тихия и Северния ледовит океан, в т.ч. Амгуема и Паляваам.
През 1747, след като получава известия за ново нападение на чукчите над коряките, с малък отряд тръгва но помощ, но отрядът му е разбит и самия той загива в боя на 14 юли 1747 година. Погребан е в Якутск.